# Сен (денежная единица)

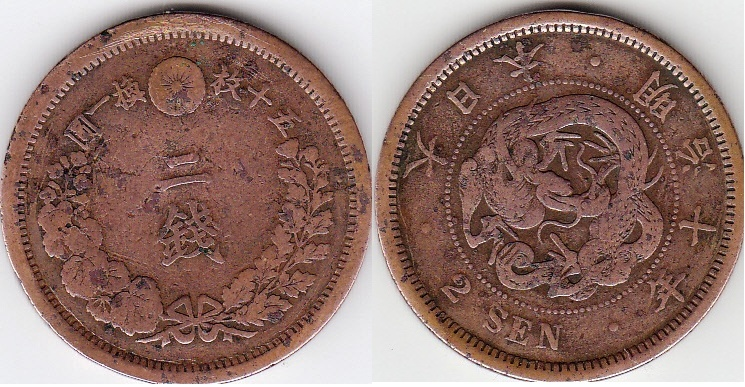
2 японских сена 1877 года

Сен — являющиеся омонимами названия разменных денежных единиц ряда стран Дальнего Востока, которые в настоящее время равны 1⁄100 базовой валюты.
Первая группа происходит от китайского иероглифа «цянь» (кит. трад. 錢, упр. 钱), означающего «деньги», «монета», от которого образованы современные названия разменных денежных единиц Японии, Кореи и ряда других государств региона — японский сен (яп. 銭, 錢), корейский чон (кор. 전?, 錢?).
Вторую группу составляют разменные денежные единицы Индонезии, Малайзии, Сингапура и некоторых граничащих с ними стран, чьи наименования появились под влиянием цента, который в свою очередь происходит от лат. centum («сто»), и в настоящее время в различных источниках называются как сенами, так и центами.

## Японский сен

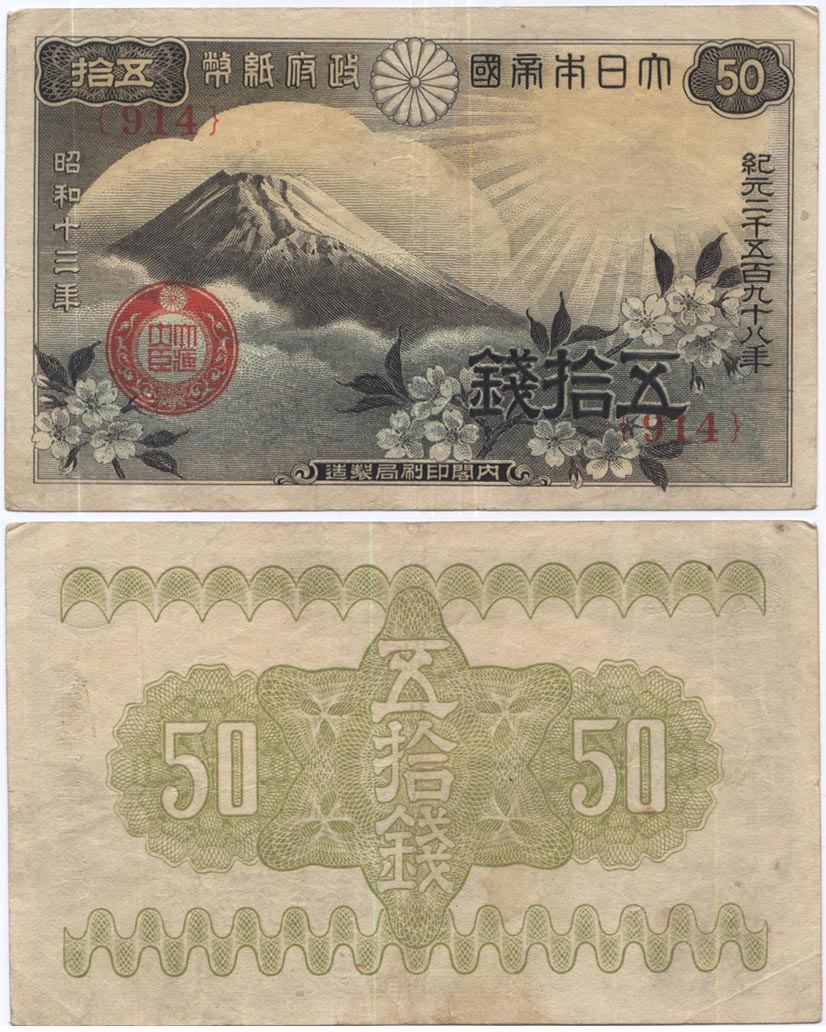
50 сенов 1938 года

Китайский иероглиф цянь означает «металлические деньги», «монеты» и служил для обозначения круглых литых бронзовых монет с отверстием в центре, которые появились, по преданию, ещё в XII—XIII веке до нашей эры (по подтверждённым научным данным — с V века до н. э.) как подражание выступавшим в роли денег медным кольцам. Их второе название — юань («круглый объект»), позже — баньлян («половина ляна»). В Японии изготовление аналогичных монет — сенов, произошедших от того же иероглифа, — началось в 708 году нашей эры, в Корее, где они стали чонами, — в XI веке. В дореволюционной России эти монеты называли чохами. Так, например, «Полный словарь иностранных слов, вошедших в употребление в русском языке» 1907 года издания определяет «чох», как «медную китайскую монету, очень маленькую, с дырочкой в середине, через которую продевают веревку; чохи носят в связках; ценность различна, во всяком случае меньше 1⁄4 русской копейки».
Непосредственно японские сены это:
- литая монета, чеканившаяся в 708—958 годах по образцу китайских цяней;
- сначала серебряная, затем бронзовая или железная монета 1587—1870 годов;
- с 1871 по 1954 год монета, а затем счётная денежная единица, составляющая 1⁄100 японской иены.

Кроме того, в годы Второй мировой войны в сенах были номинированы некоторые разменные банкноты военной иены.
Название «сен» также носили разменные денежные единицы соседних с Японией стран:
- тайваньский сен — с 1895 по 1946 год счётная денежная единица составляющая 1⁄100 тайваньской иены;
- корейский сен — с 1910 по 1945 год монета, составляющая 1⁄100 корейской иены.

## Цент
Вторую группу разменных денежных единиц, которые носят название «сен», составляют произошедшие от слова «цент». На английском языке центами они и называются:
- брунейский сен (цент) (малайск. sen, англ. cent) — с 1967 года 1⁄100 брунейского доллара[9];
- индонезийский сен (цент) (индон. и малайск. sen, англ. cent) — с 1945 года 1⁄100 индонезийской рупии[источник не указан 4753 дня];
- камбоджийский сен (цент) (кхмер. សេន, англ. cent, sen) — с 1955 года 1⁄100 камбоджийского риеля[10];
- малайзийский сен (цент) (малайск. sen, англ. cent) — 1967 года 1⁄100 малайзийского ринггита[источник не указан 4753 дня];
- сингапурский сен (цент) (малайск. sen, англ. cent) — с 1967 года 1⁄100 сингапурского доллара[11].